# Кальдадарнес
Кальдадарнес (исл. Kaldaðarnes; слушатьо файле) — небольшое старинное поселение, существовавшее до конца XX века в Исландии на берегу реки Эльвюсау (исл. Ölfusá) примерно в 8 км к западу от Сельфосса. В первом письменном упоминании, датируемом началом XIII века, утверждается, что Калдадарнес был одним из немногих поселений, имевших право осуществлять паромные перевозки через Эльвюсау.

## История
Впервые Кальдадарнес упоминается в Сагах о епископах (исл. Biskupasögur), рассказывающих об исландской церкви и её иерархах в период от 1000 до 1340 года. В записях начала XIII века упоминается о церкви в Кальдадарнесе и об исключительном праве Кальдадарнеса осуществлять переправу через Эльвюсау с помощью двух паромов. Один из паромов находился в самом Кальдадарнесе напротив соседнего Арднарбайли (исл. Arnarbæli), а другой паром, расположенный выше по течению, был между Котферьей (исл. Kotferja) и Киркьюферьей (исл. Kirkjuferja). В 1518 году возле Кальдадарнеса произошла трагедия, когда паром с 40-50 людьми затонул посреди реки и все погибли, включая преподобного Бёдвара Йонссона (исл. Böðvar Jónsson) из Гардара в Аульфтанесе и его дочь, труп которой рыбаки нашли потом далеко в море.
В те времена Кальдадарнес представлял собой огороженное по периметру невысокой каменной стеной сухой кладки поселение с 10—12 большими полузаглублёнными дерновыми домами, находившееся на небольшом холме в пойме Эльвюсау прямо напротив Арднарбайли.
В Средневековье церковь Кальдадарнеса (исл. Kaldaðarnesskirkja — Кальдадарнесскиркья) приобрела значительную известность. Возле неё на холме Фьйоуссроудль (исл. Fjósshóll), лежащем между поселением и рекой, стоял большой деревянный крест, который, как полагали исландцы, обладал целительной силой, привлекая паломников со всего юга острова. Толпы людей, часто из очень далеких селений, собирались в Кальдадарнесе, особенно весной и осенью, с дарами святыне и пожертвованиями священникам. Считалось, что иногда достаточно хотя бы увидеть какой-нибудь дом в Кальдадарнесе, чтобы получить прощение грехов и исцеление от болезней. Название расположенного неподалёку холма Квеннагёйнгюхоулар (Kvennagönguhólar с исл. — «пещеры пути женщин») произошло от того, что оттуда женщины могли видеть Кальдадарнес и им не нужно было идти дальше.
После Реформации епископам было трудно преодолеть это суеверие. Поэтому Гиссур Эйнарссон, первый лютеранский епископ в Скальхольте, тайно снял крест с холма и отвёз его в Скаульхольт, где епископ Гисли Йонссон расколол его и сжёг. Однако вера в силу креста не уменьшилась даже после его уничтожения. Многие верующие после этого пытались раздобыть щепки или хотя бы золу от сожжённого креста. Вскоре после этого епископ Гиссур заболел и умер, что было расценено людьми как божья кара. Позже Бриньольфюр Свейнссон, священник Кальдадарнесскиркьи, установил возле Кальдадарнеса новый крест, называемый Бриньольфскросс (Brynjólfskross с исл. — «крест Бриньольфюра»), который сейчас находится в Национальном музее Исландии.
Позже, в 1754 году, на этом холме разместили лечебницу для прокажённых, просуществовавшую до 1846 года. С 1945 до 1948 года в Кальдадарнесе находился приют для алкоголиков.

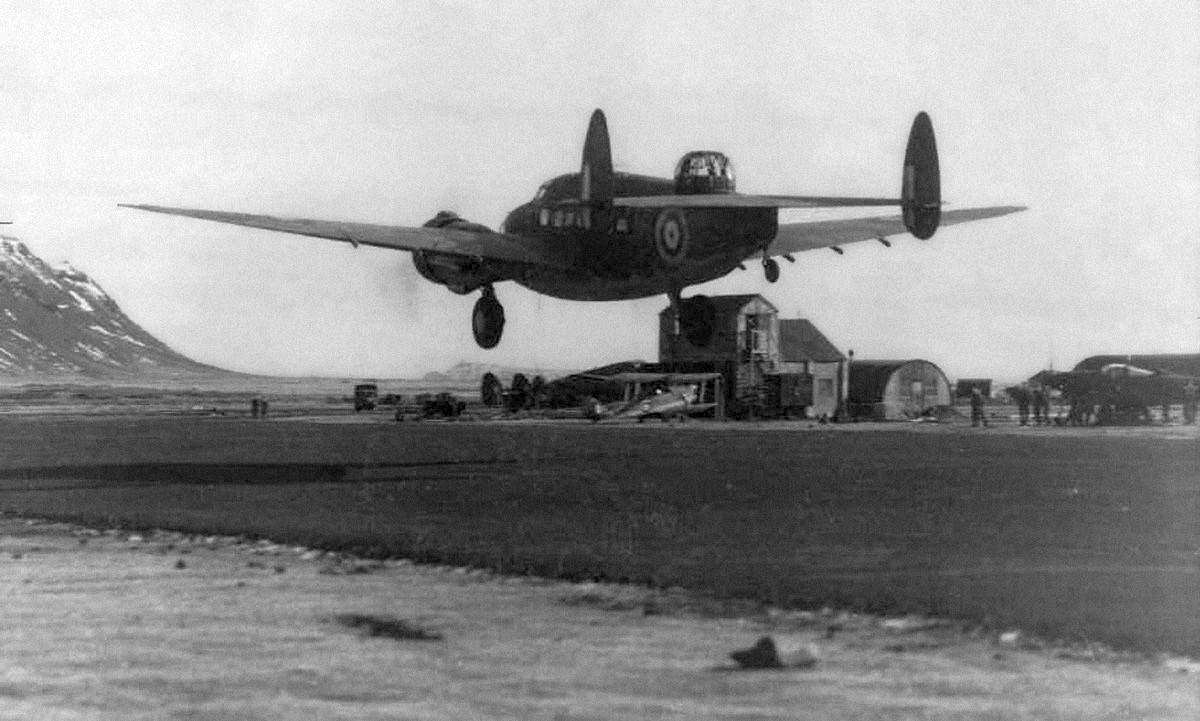
База Королевских ВВС Кальдадарнес в 1942

В начале Второй мировой войны в Кальдадарнесе британские военно-воздушные силы построили военную базу с аэродромом и большим госпиталем. Через реку построили пешеходный мост и проложили нефтепровод. Этот мост и база просуществовали недолго — после большого наводнения 6 марта 1943 года на реке Эльвюсау военная база была закрыта, а часть ангаров, технику и персонал перевели на военную базу в Кеблавик. Аэродром же продолжал работать до конца войны.
В конце войны, летом 1944 года, малый ангар был разобран и перенесён в аэропорт Рейкьявика, а оставшиеся бетонные и деревянные здания снесли. Взлётно-посадочная полоса продолжала использоваться в первые послевоенные годы исландской авиацией, но затем аэродром был окончательно заброшен. В 1999 году в аэропорте Сельфосса был установлен памятник присутствию британских ВВС в Кальдадарнесе.

## Известные люди
Долгое время Кальдадарнесом и окружающими землями владел клан семьи Хёйкдайлир (исл. Haukdælir), контролировавший бо́льшую часть средневековой Исландии в течение нескольких веков.
В 13 веке (в 1252, 1257—1258 годах) там жил вождь клана Гиссур Торвальдссон (1208—1268), в 1258 году назначенный королём Норвегии первым ярлом Исландии.
В Кальдадарнесе вырос один из самых известных пианистов Исландии Харальдюр Сигюрдссон (1892—1984), родившийся в семье Сигурдюра Олафссона, окружного комиссара, и его жены Сигридюр Йонсдоуттир. Харальдюр большую часть времени жил и работал за границей, но регулярно приезжал в Исландию, где проводил концерты и обучал студентов.
Вырос в Кальдадарнесе также Гёйкур Йёрюндссон (1934—2004; исл. Gaukur Jörundsson), профессор права, судья Верховного суда Исландии, член Европейской комиссии по правам человека (1974—1999) и судья Европейского суда по правам человека (1998—2004).